# Колокольников, Степан Иванович
Степан (Стефан) Иванович Колоко́льников (21 ноября 1867 — 30 апреля 1925) — предприниматель, меценат, личный почётный гражданин, почётный гражданин города Тюмени, депутат Государственной думы I созыва от Тобольской губернии

## Биография
Происходил из старинного рода мастеровых и купцов известного с конца XVII века (ещё в 1699 году упоминался тюменский мастер Елизар сын Колокольников). Отец — купец 1-й гильдии в Тюмени Иван Петрович Колокольников.
После окончания Александровского реального училища в Тюмени поступил и окончил в 1887 году Московскую Практическую академию коммерческих наук.
В 1895 году унаследовал от отца крупное торговое дело «Торговый дом И. П. Колокольникова. Наследники». Иван Петрович имел монополию на торговлю чаем на самой крупной Ирбитской ярмарке, деловые связи предприятия простирались далеко за границы России.
С. И. Колокольников стал известен благодаря своему вкладу в развитие народного образования в Тюмени. На его средства в городе построены здания женской гимназии (пожертвовал 50 тысяч рублей) и Затюменского народного училища. В этом училище учились одновременно 180 учеников, обучение и учебные пособия были для них бесплатными. Кроме того, неимущие ученики получали ещё и одежду. Им также построено здание Коммерческого училища с 8-летней программой обучения. Колокольников — автор докладной записки о насущной необходимости постройки железной дороги Тюмень — Омск. В сентябре 1902 года за это он получил «высочайшую благодарность». Известный меценат и жертвователь, Колокольников помогал деньгами погорельцам, переселенцам, бедным горожанам, основал Общество вспомоществования бедным учащимся. Его жена, Мария Николаевна, открыла школу грамоты, где сама обучала детей из беднейших семей, бесплатно обеспечивала их учебниками, одеждой, обувью. Колокольников выделял крупные суммы денег на благоустройство Тобольска, укрепление набережной, освещение улиц, телефонизацию.
Колокольников — член Конституционно-демократической партии.
15 мая 1906 года избран в Государственную думы I созыва от общего состава выборщиков Тобольского губернского избирательного собрания. Входил в Конституционно-демократическую фракцию. Подписал заявление 10 членов Государственной думы с требованием включения в состав Аграрной комиссии представителей от Сибири.
10 июля 1906 года в Выборге подписал «Выборгское воззвание». В октябре 1906 года телеграммой Тобольского губернатора бывший член Государственной думы С. И. Колокольников за подписание «Выборгского воззвания» был привлечён по 129 статье и отрешён от всех занимаемых им должностей. В «Сибирской торговой газете» была начата кампания сбора подписей родителей гимназисток под ходатайством к генерал-губернатору не отстранять Колокольникова от общественной должности председателя попечительского совета женской гимназии.
13 декабря 1907 года в Санкт-Петербургской судебной палате разбиралось дело по обвинению депутатов первой Государственной думы в составлении и подписании «Выборгского воззвания». Депутат первой Государственной думы от Тобольской губернии С. И. Колокольников 2 декабря выехал в Санкт-Петербург для присутствия на суде как подписавший это воззвание. Осуждён по ст. 129, ч. 1, п. п. 51 и 3 Уголовного Уложения, приговорён к 3 месяцам тюрьмы (с 5 июня по 5 сентября 1908 г.) и лишён права баллотироваться на любые выборные должности.
5 июня 1908 года был заключён в Тюменскую центральную тюрьму для отбывания наказания.
3 сентября 1908 года в 9 часов утра С. И. Колокольников освобождён из тюрьмы.
Из-за подписания Колокольниковым «Выборгского воззвания» дважды его кандидатура в почётные граждане Тюмени отклонялась Правительствующим Сенатом. 27 октября 1911 года Тюменская городская дума единогласно постановила избрать С. И. Колокольникова почётным гражданином города Тюмени и возбудить перед администрацией соответствующее ходатайство о представлении его жены М. Н. Колокольниковой к Высочайшей награде, кроме того от имени Думы поднести торговому дому Колокольниковых адрес.
К октябрьскому перевороту 1917 года Колокольников отнёсся без симпатии. Весной 1918 года большевики обложили фирму Колокольникова двухмиллионной контрибуцией, В 1918—1919 годах в доме Колокольникова размещался Комитет помощи раненым и больным воинам Белой армии.
Какое-то время Степан Иванович с женой скрывались в собственном доме на территории мукомольного завода в городе Ново-Омске, там же у них прятались первый глава Временного правительства князь Г. Е. Львов и князь А. В. Голицын, бежавшие из Петрограда. Осенью 1919 года Колокольников с семьей и вместе со Львовым эмигрировал. Живя в Париже, возглавлял отделение возрожденного Львовым «Земгора». Умер в г. Нью-Йорке в США 30 апреля 1925 года, похоронен на кладбище Mt. Olivet[каком?].

## Семья
- Жена — Мария Николаевна Колокольникова  (? — после 1960), девичья фамилия неизвестна, первый слог её — «Гол»[2][13].
  - Сын — Олег (1912—1916, Тюмень)[2][14].
- Отец — Иван Петрович Колокольников (1830—1895)
- Мать — Мария Дмитриевна Колокольникова, в девичестве Пяткова[14] (1843—1923, Тюмень)[11].
  - Брат — Антон (1871—1928[источник не указан 970 дней]), женат на Александре Александровне, урождённой Карякиной, у них 11 детей: Александр (1894—?)[15], Иоанн (Иван) (1895—1918, расстрелян), Григорий (1897—?), Екатерина (1898—?), Иннокентий (1900—?), Арсений, близнец Иннокентия, (1900—1918, расстрелян), Нина (1901—?), Маргарита (1903—?), Галина (1904—?), Виталий (1907—?), Михаил (1911—?), после революции переехал в Иркутск, где в 1919 служил младшим агентом в Иркутском губернском Управлении Государственной охраны, затем жил на Дальнем Востоке[11][14].
  - Брат — Владимир, (1877 — 17 марта 1917[16]) — хозяин мельницы, умер от туберкулёза, похоронен в Ялте[11].
  - Сестра — Валентина[11] (1878—1950-е) была замужем за Лаврентием Сидоровичем Плешивых, развелась, жила вместе с матерью, сохранив фамилию мужа[14].
  - Брат — Борис (1880—?), глава Вятского филиала семейного торгового дома.
  - Брат — Виктор (1881—1941), директор Частного Коммерческого училища Колокольниковых (ныне ТюмГАСУ), эмигрировал, похоронен в Харбине[11].
  - Брат — Ювеналий  (1883—1918), был душевнобольным, расстрелян красноармейцами 17 июля 1918 г. в Ирбите[16][17].
  - 5 братьев и сестёр скончались в младенчестве: Михаил (1869—1870), Раиса (1873—1873), Михаил (1874—1874), мальчик (мертворождённый, 1877), Людмила (1884—1885)[14].

## Награды
- Награждён золотой медалью с надписью «За усердие» на Станиславской ленте (1 января 1901 г. по представлению Министра финансов)[4][18];
- Звание «Личный почётный гражданин» (1906)[19];
- Звание «Почётный гражданин города Тюмени» (1911)[20].

## Память
- Здание бани Колокольникова в Омске является памятником архитектуры регионального значения на основании Решения Омского облисполкома от 26.06.80 № 239/10 по улице Пушкина 17
- Мукомольная мельница Колокольникова, построенная в 1913 году, является памятником регионального значения на основании Решения Омского облисполкома от 22.01.91 № 20 по улице Сибирская 47

### Архивы
- Российский государственный исторический архив. Фонд 1278. Опись 1 (1-й созыв). Дело 21. Лист 26; Фонд 1327. Опись 1. 1905 год. Дело 143. Лист 212 оборот